# Expulsión de los jesuitas

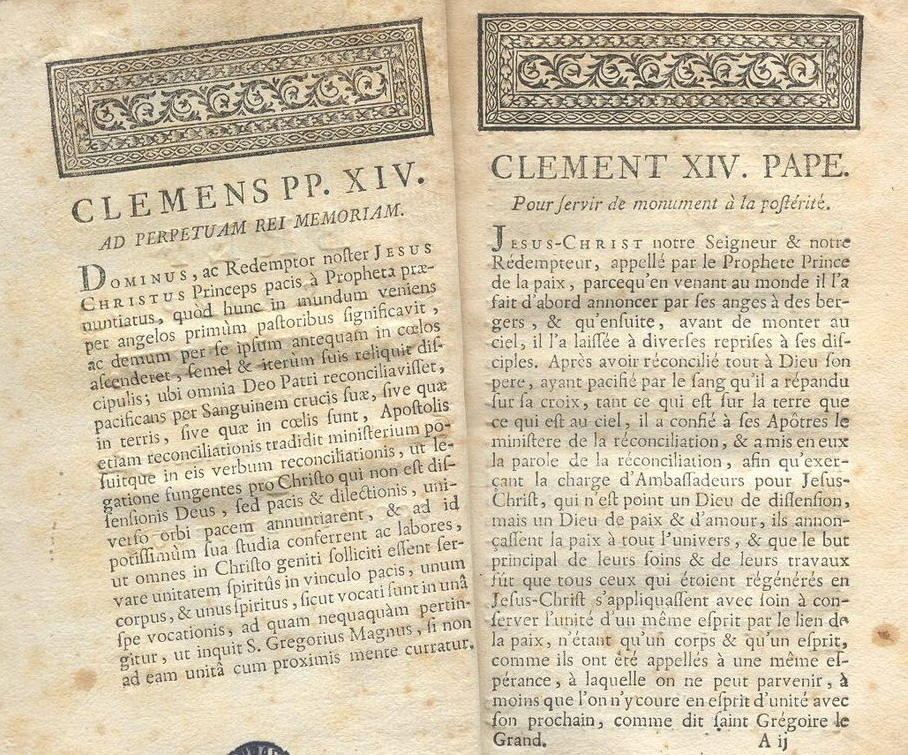
Breve Dominus ac Redemptor, en francés y latín.

La expulsión de los jesuitas más importante fue la que ocurrió a mediados del siglo XVIII en las monarquías católicas europeas identificadas como despotismos ilustrados y que culminó con la supresión de la Compañía de Jesús por el Papa Clemente XIV en 1773. Antes y después de esas fechas, los jesuitas también fueron expulsados de otros estados, en algunos incluso más de una vez —como en el caso de España (1767, 1835 y 1932).

## Causas
Uno de los diversos factores económicos, políticos y sociales que dieron pie a las distintas expulsiones de los jesuitas, es la doctrina política denominada regalismo, que defiende el derecho del Estado nacional a intervenir, recibir y organizar las rentas de sus iglesias nacionales. La expulsión de una orden obediente al papa como la jesuita era económicamente apetecible porque reforzaba el poder del monarca y, además, porque tras la expulsión de una orden religiosa venía luego la correspondiente desamortización de sus bienes, que el Estado podía administrar como creyera oportuno.
Para algunos autores, las causas se relacionan simplemente con abusos y desacatos cometidos por la compañía.

«...a causa de las múltiples acusaciones en contra de la Compañía por abusar de los indios y agredir a los blancos, así como por su renuencia a la autoridad real, en 1767 Carlos III expulsó a sus miembros de todos sus dominios».
José M. Murià

## La expulsión y supresión de la Compañía de Jesús en elsigloXVIII

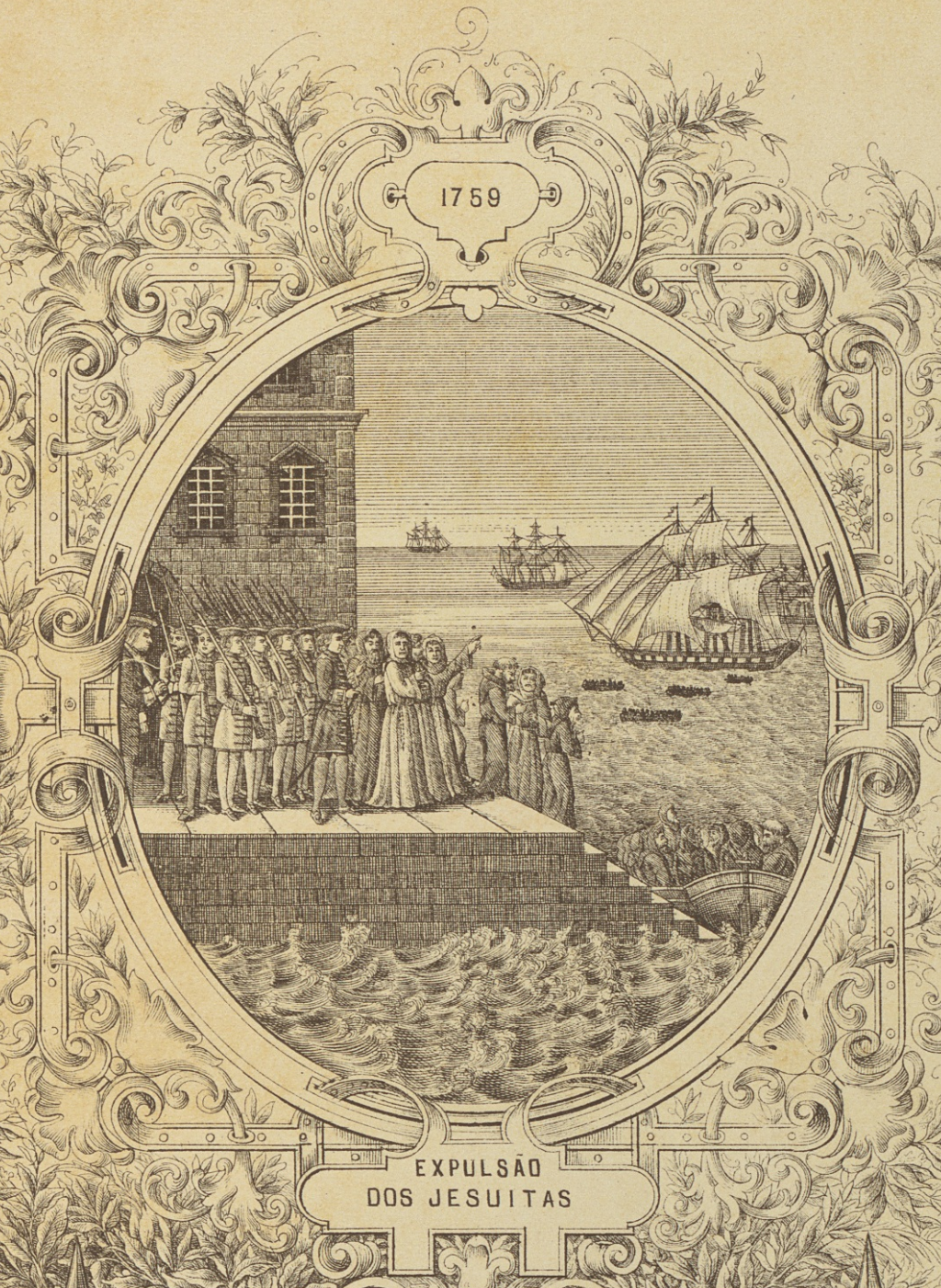
Grabado de la expulsión de los jesuitas del Reino de Portugal (1759), que muestra a los religiosos escoltados por soldados aguardando una embarcación para partir al exilio.

A mediados del siglo XVIII los jesuitas fueron expulsados de las monarquías católicas más importantes:
- Del Reino de Portugal (cuyo rey ostentaba el título de «Rey Fidelísimo») en 1759, acusados por el marqués de Pombal de instigar un atentado contra la vida del rey.[2]
- Del Reino de Francia (la «hija mayor de la Iglesia», cuyo rey era «el Rey Cristianísimo») en 1762, bajo el gobierno del duque de Choiseul, y en el contexto de la polémica entre jesuitas y jansenistas, se revisó la situación legal de la Compañía tras un escándalo financiero, y se consideró que su existencia, además de las doctrinas que defendían (laxismo, casuismo, tiranicidio) era incompatible con la monarquía.[3]
- Del Reino de España (la «Monarquía Católica») en 1767, acusados por Campomanes de instigar el motín de Esquilache (véase Expulsión de los jesuitas de España de 1767).[4]

Simultáneamente a la España peninsular, los jesuitas fueron expulsados de sus colonias americanas, del reino de Nápoles, Sicilia y, en 1768, del ducado de Parma (ambos vinculados a la Casa de Borbón, pero con otros soberanos).
El propio papa Clemente XIV, proveniente de la orden franciscana, presionado por la mayor parte de las cortes católicas (la única importante que no los había expulsado era la austríaca), accedió a disolver la Compañía, muchos de cuyos miembros se habían reubicado en los propios Estados Pontificios, mediante el breve Dominus ac Redemptor, de 21 de julio de 1773.
Las expulsiones afectaron la presencia de la Compañía de Jesús en los imperios coloniales de cada una de esas potencias (Imperio portugués, Imperio francés e Imperio español), donde previamente se había visto inmersa en serios conflictos (reducciones jesuíticas, expulsión de los jesuitas de Brasil en 1754 —cinco años antes que en la metrópoli—,debido a su oposición al Tratado de Madrid) que estuvieron entre las causas del movimiento anti jesuítico en Europa.

### Exilio
Las expulsiones y la posterior disolución de la Compañía de Jesús trajeron como consecuencia el exilio de una gran cantidad de jesuitas en países oficialmente no católicos que toleraban la presencia de súbditos católicos, como el reino de Prusia o el Imperio ruso (que en 1772 habían llevado a cabo el reparto de Polonia, de población mayoritariamente católica). Ambos monarcas (Catalina la Grande de Rusia y Federico II de Prusia) ignoraron el decreto papal, lo que permitió la continuidad de los colegios jesuitas, y de hecho la reorganización de lo más selecto de la intelectualidad de la Compañía.

### Restauración
En el contexto de la Restauración, el papa Pío VII emitió la bula Solicitudo omnium Ecclesiarum (7 de agosto de 1814), que restauró la Compañía de Jesús. Inmediatamente fue reintroducida en España por Fernando VII el 15 de mayo de 1815.

## Expulsiones previas alsigloXVIII
En otros contextos históricos se había producido la expulsión de los jesuitas de los siguientes lugares:
- En 1594, de Francia, por el rey Enrique IV.[10]
- En 1605, de Inglaterra, por el rey Jacobo I.
- En 1606, de la República de Venecia, por el enfrentamiento de sus autoridades con el papa.[11]
- En 1615, de Japón, por el shogun Tokugawa Ieyasu (véase Historia del catolicismo en Japón).
- En 1639, de Malta.

## Expulsiones posteriores

### Expulsiones delsigloXIX

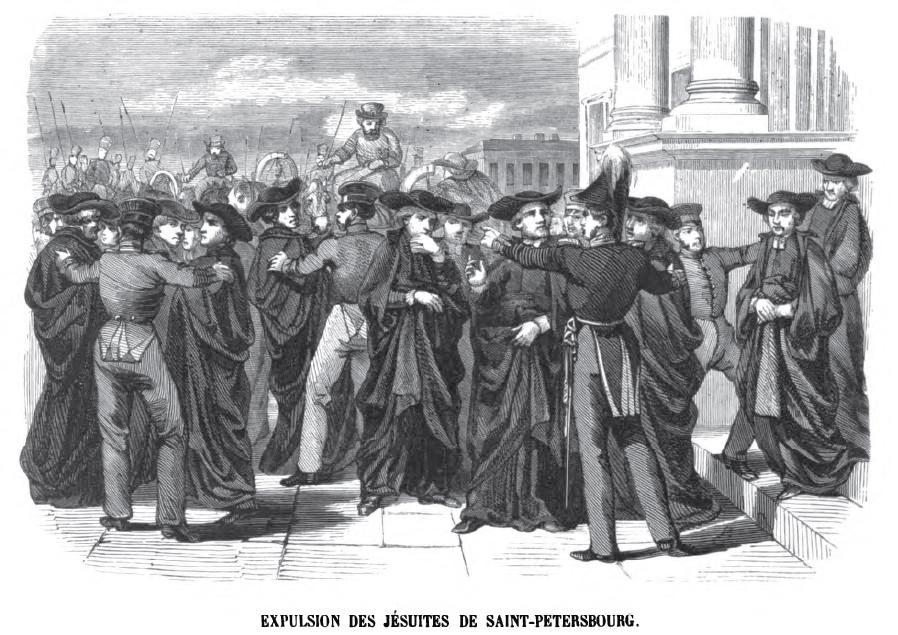
Expulsión de los jesuitas de Rusia

En este siglo serán numerosas y reiteradas las expulsiones de esta orden religiosa en distintos países y bajo conyunturas políticas diversas:
- Expulsión en 1815 de Moscú y San Petersburgo por el zar Alejandro I de Rusia.[12]

- en 1818 los jesuitas fueron expulsados del Reino Unido de los Países Bajos;

- en 1820 de España (durante el trienio constitucional) y de Rusia;
- en 1828 de Francia;
- en 1834 de Portugal, en el contexto de las guerras liberales;
- en 1835 de España, en el contexto de la guerra carlista y la desamortización;
- en 1847 de Suiza, en el contexto de la guerra del Sonderbund;
- en 1848 de Austria, en el contexto de la revolución de 1848;
- en 1850 de Colombia;
- en 1852 de Ecuador;
- en 1868, de España, con el Sexenio revolucionario;[13]
- en 1872 del recién constituido Imperio alemán, en el contexto de la Kulturkampf;
- en 1873 del Reino de Italia, tras la culminación de la unificación italiana con la ocupación de Roma;
- en 1874 del Imperio austrohúngaro;Curiosos presenciando la expulsión de los jesuitas en la calle de Sèvres de París (La Ilustración Española y Americana, 1880))

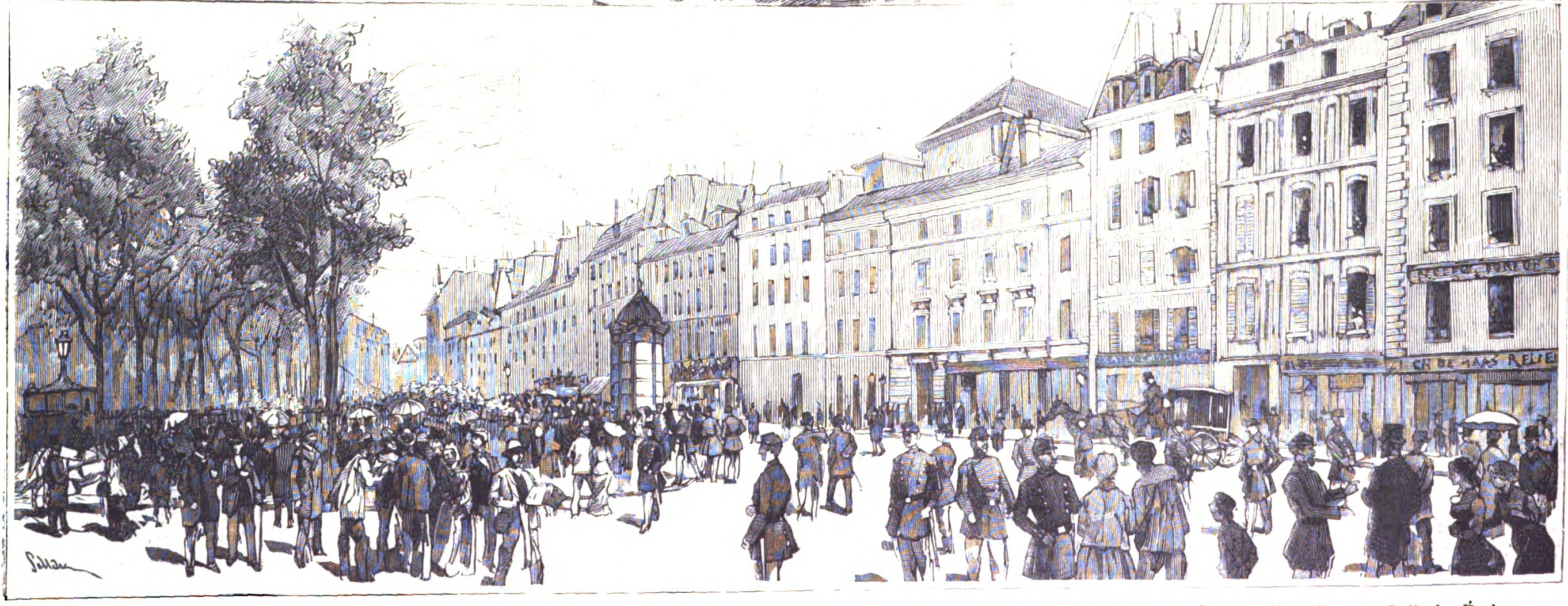
Curiosos presenciando la expulsión de los jesuitas en la calle de Sèvres de París (La Ilustración Española y Americana, 1880))

- en 1880 de Francia, con el advenimiento de la Tercera República;
- en 1884, mediante un decreto ejecutivo, fechado el viernes 18 de julio, fueron expulsados de Costa Rica todos los padres de la Compañía de Jesús (jesuitas), también, las monjas de Sion (del Sol) y del Sagrado Corazón de Jesús. El decreto se dio en el Palacio Presidencial, firmado por el entonces General de División y Presidente de la República, Próspero Fernández y por su Secretario de Estado Bernardo Soto, ambos, reconocidos francmasones iniciados en el Rito Escocés. Se les acusaba de intervenir de más en asuntos políticos, la educación de los niños y jóvenes, así como del intento de secularización de los cementerios y otras tierras. El mismo decreto lee: "están de manifiesto las tendencias... a sobreponerse al Estado en sus más altas funciones"
- en 1889 de Brasil.[9]

### Expulsiones delsigloXX
En 1901 fueron expulsados de Francia y en 1910 de Portugal (en el contexto de la revolución del 5 de octubre).
En España la Compañía de Jesús quedó en situación de ilegalidad como consecuencia de la entrada en vigor de la Constitución de la Segunda República Española de 1931 (artículo 26, párrafo cuarto, relativo al «cuarto voto» de obediencia al papa). El 23 de enero de 1932, se ordenó consiguientemente su disolución (decreto redactado por el presidente del gobierno Manuel Azaña y por el ministro de justicia Fernando de los Ríos), dando un plazo de diez días a sus componentes para «abandonar la vida religiosa en común y someterse a la legislación».